# Giovanni Pietro d'Altemps, III duca di Gallese
Giovanni Pietro d'Altemps, III duca di Gallese detto anche Giampietro o semplicemente Pietro (Roma, 6 febbraio 1607 – Roma, 15 marzo 1691), è stato un nobile italiano.

## Biografia
Figlio di Giovanni Angelo, duca di Gallese e di sua moglie, Maria Cesi dei duchi d'Acquasparta, rimase orfano del padre a tredici anni e sino al raggiungimento della maggiore età nel 1625, pur ereditando i titoli ed i possedimenti del genitore, venne sottoposto alla tutela della nonna paterna, Cornelia Orsini.
Seguendo l'esempio di suo padre e rifuggendo gli intrighi della corte pontificia che avevano portato suo nonno alla morte, visse prevalentemente fuori Roma, nel castello di Gallese, dedicandosi al restauro completo della struttura ad opera del famoso architetto romano Carlo Fontana. Al suo servizio lavorò anche Marcantonio Stradella e nel 1655 ebbe l'onore di ospitare nel suo palazzo la regina Cristina di Svezia.
Nel 1626 acquistò dai fratelli Paolo Antonio e Vincenzo Baglioni il feudo di Sipicciano, che però mantenne sino all'agosto del 1632 quando lo rivendette ai medesimi che lo ricomprarono alla metà del prezzo pattuito, rivendendolo poi al doppio del prezzo alla famiglia Barberini. Giampietro aveva mantenuto per sé il casale di Santa Colomba presso Monterotondo che si rifiutò quindi di vendere categoricamente a Taddeo Barberini, ma che infine finì per cedergli, liberandosi dell'intero feudo.
Come il padre fu un raffinato letterato e si appassionò anche di musica: nel 1635, a Soriano, promosse la fondazione di un'accademia letteraria. Fu inoltre uno dei "guardiani" dell'Arciconfraternita del SS. Crocifisso di Roma per la quale compose diversi oratori musicali in latino.
Morì a Roma nel 1691 e venne sepolto nella Basilica di Santa Maria in Trastevere.

## Matrimonio e figli
Giovanni Pietro sposò in prime nozze il 17 agosto 1625 Angelica de' Medici (1608 - 2 marzo 1636), figlia di Cosimo di Giulio de' Medici, imparentato col granduca Cosimo I de' Medici. La coppia ebbe quattro figlie: 
- Maria Cristina (1626 - 2 giugno 1712), sposò Ippolito Lante Montefeltro della Rovere, I duca di Bomarzo
- Cornelia Lucia (1629 - 1691), sposò il conte Karl Friedrich Von Ems zu Hohenem (1622-1675)
- Olimpia (? - 15 febbraio 1707), monaca nel monastero di San Domenico e Sisto a Roma dal 30 aprile 1648 con il nome di Maria Angelica
- Lucrezia (? - 21 giugno 1698), monaca nel monastero di San Domenico e Sisto a Roma dal 30 aprile 1648 con il nome di Pietra Angelica

Rimasto vedovo nel 1636, si risposò nello stesso anno con Isabella Lante (1615 - 28 aprile 1682), figlia di Marcantonio Lante, marchese di San Lorenzo e di sua moglie, Lucrezia della Rovere. Da questa unione nacquero dieci figli:
- Margherita (10 dicembre 1637 - 20 agosto 1714), sposò il conte Gaudenz Fortunat von Wolkenstein, signore di Trostburg
- Elena (morta in tenera età)
- Lucrezia (morta in tenera età)
- Giovanni Angelo (1642 - 2 maggio 1680[6]), prelato, Canonico di San Pietro in Vaticano dal 1666, Governatore pontificio di Spoleto nel 1674-76 e di Fano nel 1676-77[7][8]
- Francesco (1643 - 20 novembre 1690[6]), premorto al padre, sposò (fine 1678 o inizio 1679)[9] Anastasia Caffarelli (? - 10 agosto 1722[6]), figlia del duca di Assergi Gaspare[7]
- Giuseppe Maria (1652 - 1713), IV duca di Gallese, sposò Ortensia Mattei
- Lavinia, monaca nel monastero di San Domenico e Sisto a Roma dal 28 dicembre 1654 con il nome di Maria Innocenza (? - 3 febbraio 1722)
- Chiara, monaca nel monastero di San Domenico e Sisto a Roma dal gennaio 1660 con il nome di Maria Chiara (? - 20 novembre 1697)
- Lucrezia, monaca nel monastero di San Domenico e Sisto a Roma dal 7 febbraio 1667 con il nome di Maria Costanza
- Olimpia, monaca nel monastero di San Domenico e Sisto a Roma dal 7 febbraio 1667 con il nome di Maria Felice Teresa (? - 3 marzo 1722)

## Albero genealogico
|                                                |                                    |                                        | Genitori                                   |  |  | Nonni |  |  | Bisnonni              |  |  | Trisnonni                          |  |
|                                                |                                    |                                        |                                            |  |  |       |  |  | Marco Sittico Altemps |  |  | Wolf Dietrich von Ems zu Hohenemss |  |
|                                                |                                    |                                        |                                            |  |  |       |  |  | Marco Sittico Altemps |  |  | Wolf Dietrich von Ems zu Hohenemss |  |
|                                                |                                    | Clara Medici di Marignano              |                                            |  |  |       |  |  | Marco Sittico Altemps |  |  |                                    |  |
| Roberto d'Altemps, I duca di Gallese           |                                    |                                        |                                            |  |  |       |  |  | Marco Sittico Altemps |  |  |                                    |  |
|                                                |                                    | Olivia Giganti                         | …                                          |  |  |       |  |  |                       |  |  |                                    |  |
|                                                |                                    | Olivia Giganti                         | …                                          |  |  |       |  |  |                       |  |  |                                    |  |
|                                                |                                    | Olivia Giganti                         | …                                          |  |  |       |  |  |                       |  |  |                                    |  |
| Giovanni Angelo d'Altemps, II duca di Gallese  |                                    | Olivia Giganti                         |                                            |  |  |       |  |  |                       |  |  |                                    |  |
|                                                |                                    | Virginio Orsini, duca di San Gemini    | Ferdinando Orsini, V duca di Gravina       |  |  |       |  |  |                       |  |  |                                    |  |
|                                                |                                    | Virginio Orsini, duca di San Gemini    | Ferdinando Orsini, V duca di Gravina       |  |  |       |  |  |                       |  |  |                                    |  |
|                                                |                                    | Virginio Orsini, duca di San Gemini    | Beatrice Ferrillo                          |  |  |       |  |  |                       |  |  |                                    |  |
| Cornelia Orsini                                |                                    | Virginio Orsini, duca di San Gemini    |                                            |  |  |       |  |  |                       |  |  |                                    |  |
|                                                |                                    | Giovanna Caetani                       | Bonifacio Caetani, IV duca di Sermoneta    |  |  |       |  |  |                       |  |  |                                    |  |
|                                                |                                    | Giovanna Caetani                       | Bonifacio Caetani, IV duca di Sermoneta    |  |  |       |  |  |                       |  |  |                                    |  |
|                                                |                                    | Giovanna Caetani                       | Caterina Pio di Savoia                     |  |  |       |  |  |                       |  |  |                                    |  |
| Giovanni Pietro d'Altemps, III duca di Gallese |                                    | Giovanna Caetani                       |                                            |  |  |       |  |  |                       |  |  |                                    |  |
|                                                | Angelo Cesi, signore di Monticelli | Giangiacomo Cesi, nobile romano        |                                            |  |  |       |  |  |                       |  |  |                                    |  |
|                                                | Angelo Cesi, signore di Monticelli | Giangiacomo Cesi, nobile romano        |                                            |  |  |       |  |  |                       |  |  |                                    |  |
|                                                | Angelo Cesi, signore di Monticelli | Isabella Liviana d'Alviano             |                                            |  |  |       |  |  |                       |  |  |                                    |  |
| Federico Cesi, I duca d'Acquasparta            | Angelo Cesi, signore di Monticelli |                                        |                                            |  |  |       |  |  |                       |  |  |                                    |  |
|                                                |                                    | Beatrice Caetani dell'Aquila           | Bonifacio Caetani, IV duca di Sermoneta    |  |  |       |  |  |                       |  |  |                                    |  |
|                                                |                                    | Beatrice Caetani dell'Aquila           | Bonifacio Caetani, IV duca di Sermoneta    |  |  |       |  |  |                       |  |  |                                    |  |
|                                                |                                    | Beatrice Caetani dell'Aquila           | Caterina Pio di Savoia                     |  |  |       |  |  |                       |  |  |                                    |  |
| Maria Cesi                                     |                                    | Beatrice Caetani dell'Aquila           |                                            |  |  |       |  |  |                       |  |  |                                    |  |
|                                                |                                    | Giovanni Orsini, marchese di Lamentana | Camillo Orsini, signore di Lamentana       |  |  |       |  |  |                       |  |  |                                    |  |
|                                                |                                    | Giovanni Orsini, marchese di Lamentana | Camillo Orsini, signore di Lamentana       |  |  |       |  |  |                       |  |  |                                    |  |
|                                                |                                    | Giovanni Orsini, marchese di Lamentana | Elisabetta Baglioni                        |  |  |       |  |  |                       |  |  |                                    |  |
| Olimpia Orsini                                 |                                    | Giovanni Orsini, marchese di Lamentana |                                            |  |  |       |  |  |                       |  |  |                                    |  |
|                                                |                                    | Porzia dell'Anguillara                 | Giampaolo dell'Anguillara, signore di Ceri |  |  |       |  |  |                       |  |  |                                    |  |
|                                                |                                    | Porzia dell'Anguillara                 | Giampaolo dell'Anguillara, signore di Ceri |  |  |       |  |  |                       |  |  |                                    |  |
|                                                |                                    | Porzia dell'Anguillara                 | Margherita Orsini                          |  |  |       |  |  |                       |  |  |                                    |  |
|                                                |                                    | Porzia dell'Anguillara                 |                                            |  |  |       |  |  |                       |  |  |                                    |  |